# Merkur Verlag Rinteln

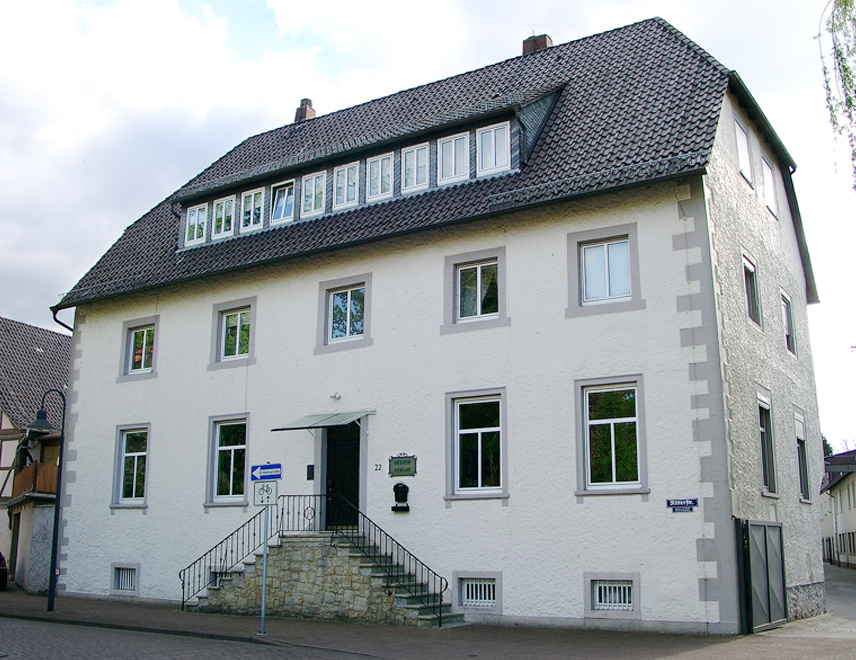
Verlagsgebäude in Rinteln

Der Merkur Verlag Rinteln, Merkur Verlag Rinteln Hutkap GmbH & Co. KG, verlegt Lehrmaterialien, u. a. Schulbücher, Arbeitshefte und Prüfungsbücher für die Berufsausbildung sowie Fachliteratur für die berufliche Aus- und Weiterbildung. Der Schwerpunkt liegt dabei auf dem kaufmännischen Bereich.

## Geschichte
Alles begann mit dem Vertrieb von Vordrucken für kaufmännische Schulen am 15. August 1948 – Diplom-Handelslehrer Friedrich Hutkap, Gründer und Direktor der Kreishandelslehranstalt in Rinteln, gründete zusammen mit seiner Frau Hildegard Hutkap den Merkur Verlag Rinteln. Auch mehr als 70 Jahre später bietet das Verlagsprogramm Unterrichtsmaterialien für berufsbildende Schulen. Der Verlag befindet sich in Familienbesitz.

## Standort
Der Verlag hat seinen Hauptsitz seit über 70 Jahren in Rinteln. Seinen Anfang nahm der Verlag in der Ostertorstraße. Später zog der Betrieb an die Bäckerstraße um. An seinem jetzigen Standort an der Ritterstraße 22 befindet sich der Verlag seit 1970.

## Verlag
Der Merkur Verlag in Rinteln publiziert Unterrichtsmaterial, Lehrbücher und Fachliteratur für den kaufmännischen Bereich. Unterrichtsmaterialien in digitaler Form sowie E-Books nehmen einen zunehmenden Stellenwert im Produktportfolio des Verlags ein. Die Produktpalette umfasst dabei den gesamten Rahmen der kaufmännischen Aus- und Weiterbildung. Die Auswahl an Publikationen reicht von der Erstausbildung in den verschiedenen Berufsfeldern, über die fachliche Bildung zur Studienreife bis hin zur Weiterbildung im Berufsalltag. Mit unserem Lehrsortiment werden in erster Linie Lehrerinnen und Lehrer an berufsbildenden Schulen mit kaufmännischem Schwerpunkt angesprochen. Selbstverständlich gehören Schülerinnen und Schüler ebenfalls zur Zielgruppe. Eine Übersicht über alle Publikationen gibt es auf der Webseite des Verlags. Für die Erstellung der Inhalte sind Autorenteams in Zusammenarbeit mit Lektoren verantwortlich.
Der Merkur Verlag Rinteln ist Mitglied im Verband der Bildungsmedien, einem Zusammenschluss deutschsprachiger Anbieter von Bildungsmedien.
In Rinteln arbeiten 34 Mitarbeiter. Dazu kommen rund 130 Autoren, zumeist Lehrer, die in Kooperation mit den Lektoraten die Schulbücher aus den Lehrplänen der Bundesländer erarbeiten.
Produktbereiche
- Berufsschule
- Berufliche Vollzeitschulen
- Wirtschaftspädagogik
- E-Books

Der Verlag erstellt die Schulbücher komplett in eigener Produktion: Vom Eingang des Manuskripts bis zum fertigen Buch. Ein Gesamtverzeichnis über alle Publikationen ist auf der Webseite des Verlags zu finden.

## Digitale Medien
Auf der Plattform „bildungslogin.de“ können sich Schulen, Lehrer und Schüler ein digitales Bücherregal mit Produkten aller beteiligten Verlage zusammenstellen. Weitere Nutzungsmöglichkeiten bietet das verlagseigene Medienregal.